# Laurell K. Hamilton

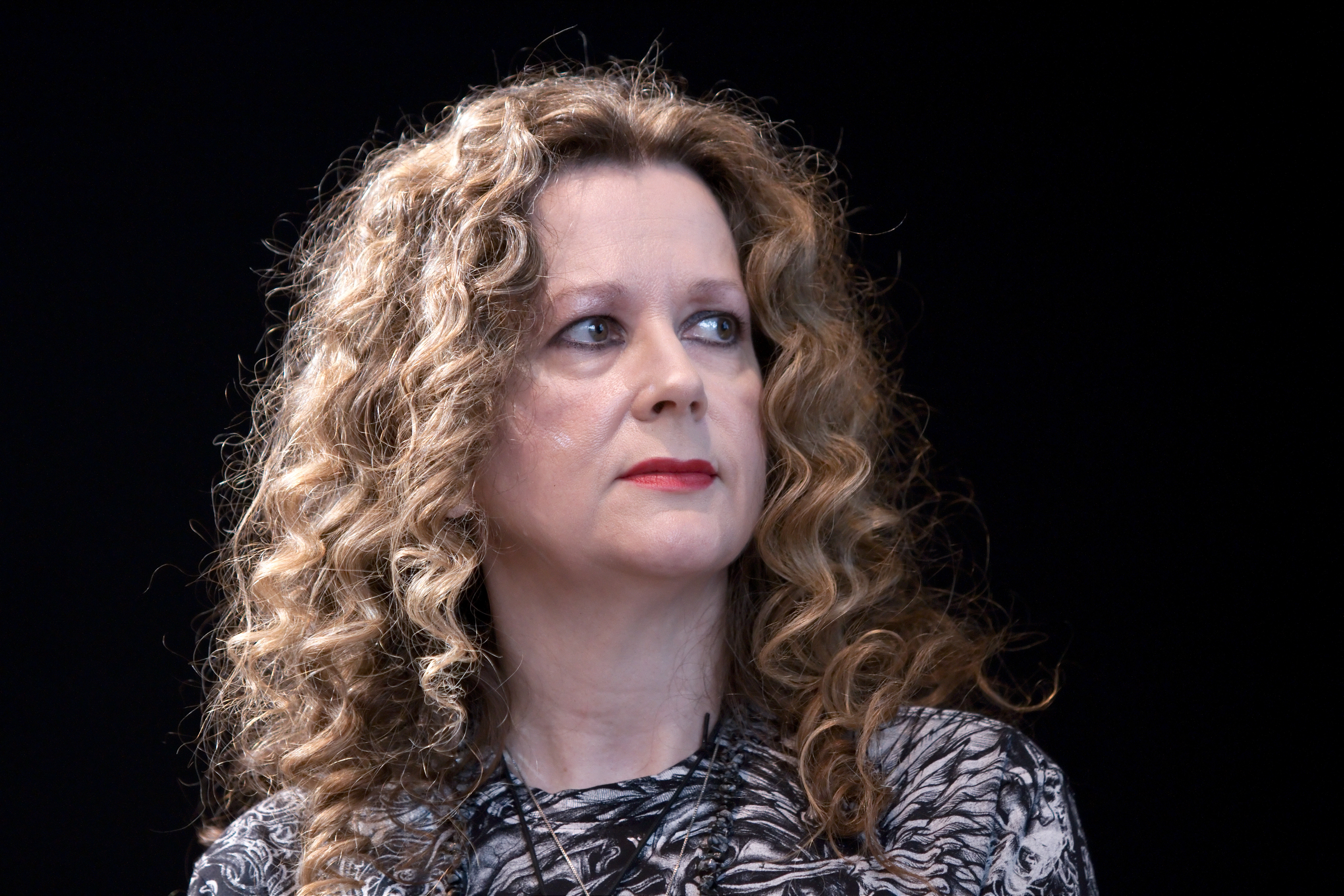
Laurell K. Hamilton - Paris 2010

Laurell Kaye Hamilton, född 19 februari 1963 i Heber Springs, Arkansas, är en amerikansk rysarförfattare.
Hon är mest känd för vampyrbokserien om Anita Blake: Vampire Hunter men har även skrivit en serie om Meredith Gentry. Innan hon slog igenom med Anita Blake-böckerna skrev hon bland annat en bok i serien Star Trek The Next Generation.
Hennes böcker finns översatta till svenska.